# Anderl Molterer
Anderl Molterer (n. 8 octombrie 1931, Kitzbühel, Tirol, Austria – d. 24 octombrie 2023, Kitzbühel, Tirol, Austria) a fost un schior alpin ce a reprezentat Austria, medaliat olimpic. A participat la o ediție a Jocurilor Olimpice (1956) în care a câștigat o medalie de argint și o medalie de bronz.